# WARK
WARK（わーく）は、1991年に「星期六我家的電視・三宅裕司の天下御免ね!」に出演したバンド。

## 概要
「星期六我家的電視・三宅裕司の天下御免ね!」にて最初の5週勝ち抜きを達成、プロデビューを勝ち取ったグループである。メンバーは2人。過去の時代からタイムスリップしてきたというギミックを使用し、侍言葉でインタビューに答えるなどしていたが、完全に侍キャラクターになりきってはいなかった。ラップとソウルを織り交ぜた独特の楽曲が支持された。

## CD
- WARK Vol.0（萩原健太、斉藤和義 1992年）
- いそがばまわれ! ／どうしてちがうの　Lip's （萩原健太、サエキけんぞう、WARK 1992年）
- ダンシング・ビースト／君は最低　田原俊彦（いとうせいこう、金子隆博、横山武、萩原健太、BIG HORNS BEE、WARK 1993年7月7日）
- ビバ!バギナーズ　バギナーズ（いとうせいこう、みうらじゅん、安斎肇 1994年）
- パジャマのままでかまわないから／未来はリビングインパラダイス　WARK（1995年4月26日）
- ないないBaby　鶴久政治（作曲：WARK、1995年11月17日）
- Compact Disco　WARK（1996年）
- MODERN SEX　WARK（1997年）

## タイアップ一覧
| 使用年 | 曲名                           | タイアップ                       |
| ------ | ------------------------------ | -------------------------------- |
| 1995年 | パジャマのままでかまわないから | フォーシーズ「ピザーラ」CMソング |